# Arroyito (Bolivien)
Arroyito (Spanisch für „Bächlein“) ist eine Ortschaft im Departamento Santa Cruz im südamerikanischen Anden-Staat Bolivien.

## Lage im Nahraum
Arroyito ist eine Ortschaft im Municipio Cotoca in der Provinz Andrés Ibáñez. Die Stadt liegt auf einer Höhe von 398 m direkt östlich der Grenze des Kanton Santa Cruz, das die Stadtregion Santa Cruz umfasst.

## Geographie
Arroyito liegt im bolivianischen Tiefland östlich der Anden-Gebirgskette der Cordillera Central.
Die mittlere Durchschnittstemperatur der Region liegt bei 24 °C, der Jahresniederschlag beträgt etwa 1000 mm (siehe Klimadiagramm Santa Cruz). Die Region weist ein tropisches Klima mit ausgeglichenem Temperaturverlauf auf, die Monatsdurchschnittstemperaturen schwanken nur unwesentlich zwischen 20 °C im Juli und 26 °C im Dezember. Die Monatsniederschläge liegen zwischen unter 50 mm in den Monaten Juli und August und über 150 mm im Januar.

## Verkehrsnetz
Arroyito liegt in einer Entfernung von zwölf Straßenkilometern südöstlich von Santa Cruz, der Hauptstadt des Departamentos.
Vom Cuarto Anillo, der äußersten Ringstraße von Santa Cruz, aus führt die Avenida Adolfo Román Hijo bzw. Avenida Radial 10 nach Südosten. Von dieser erreicht man die Avenida Arroyitos, die bis nach Arroyito führt.

## Bevölkerung
Die Einwohnerzahl des Ortes ist in den vergangenen beiden Jahrzehnten auf das Vierfache angestiegen:
| Jahr | Einwohner | Quelle       |
| ---- | --------- | ------------ |
| 1992 | 340       | Volkszählung |
| 2001 | 1302      | Volkszählung |
| 2012 | 647       | Volkszählung |
| 2024 |           | Volkszählung |

Die Region weist einen gewissen Anteil an Quechua-Bevölkerung auf, im Municipio Santa Cruz sprechen 12,0 Prozent der Bevölkerung Quechua.